# فرانز رايت
فرانز رايت (بالإنجليزية: Franz Wright)‏ هو شاعر أمريكي، ولد في 18 مارس 1953 في فيينا في النمسا، وتوفي في 14 مايو 2015 في والثام في الولايات المتحدة بسبب سرطان الرئة.

## وصلات خارجية
- فرانز رايت على موقع ميوزك برينز (الإنجليزية)